# Präsidentschaftswahl in den Vereinigten Staaten 1856
Die Präsidentschaftswahl in den Vereinigten Staaten 1856  fand am 4. November 1856 statt. Es war die 18. Wahl des Präsidenten der Vereinigten Staaten. Der Demokrat James Buchanan gewann gegen den Kandidaten der neu gegründeten Republikanischen Partei, John Charles Frémont, und den Know-Nothing/American-Party-Kandidaten Millard Fillmore.

## Kandidaten
Demokratische Partei

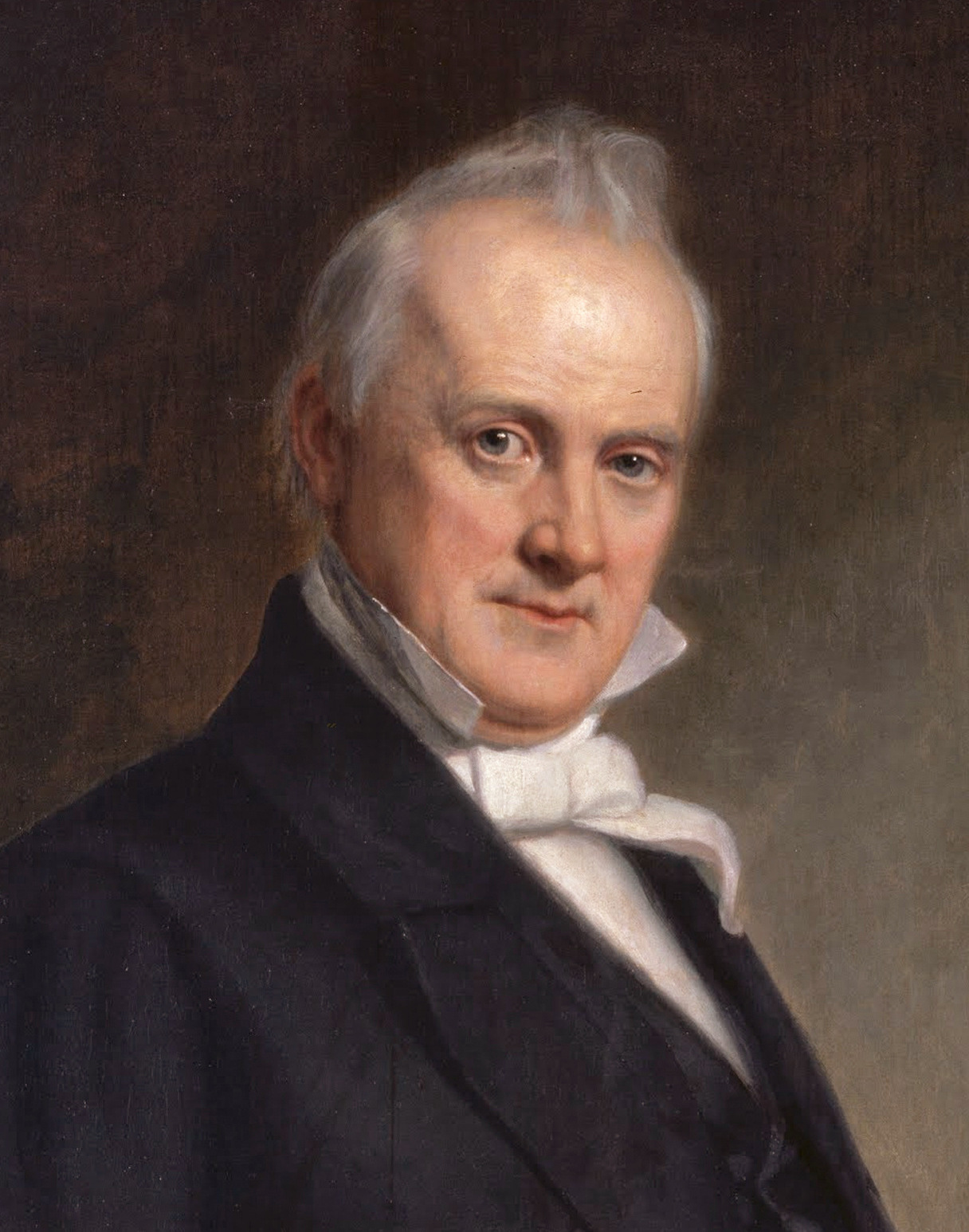
James Buchanan

Die Demokraten übergingen bei ihrer Nominierung den amtierenden Präsidenten Franklin Pierce. Im 17. Wahlgang setzte sich der ehemalige Senator von Pennsylvania und Botschafter im Vereinigten Königreich James Buchanan als Kompromisskandidat durch. Sein Mitkandidat wurde John Cabell Breckinridge aus Kentucky.
Republikanische Partei

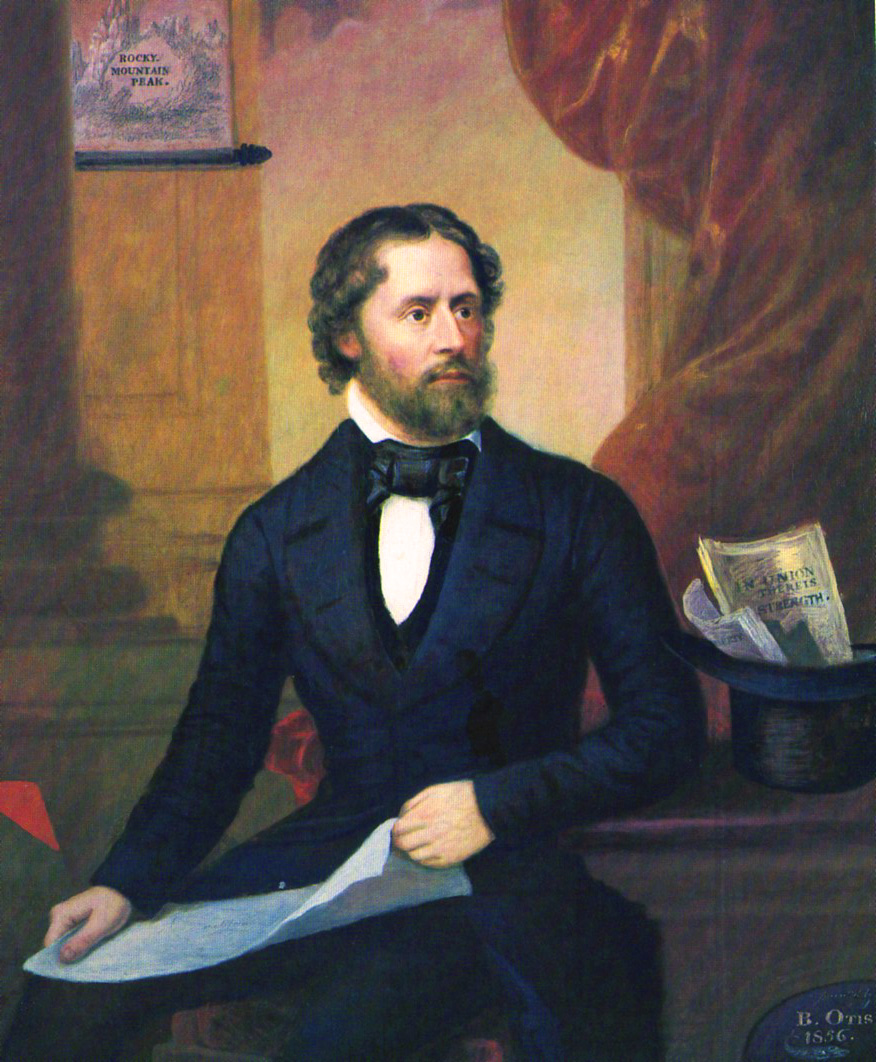
John C. Frémont

Bei den Republikanern konnte der Entdecker John Charles Frémont das Rennen um die Nominierung gegen den New Yorker Senator William H. Seward für sich entscheiden. Mit ihm trat der aus New Jersey stammende frühere Senator William Lewis Dayton an.
Know-Nothing Party

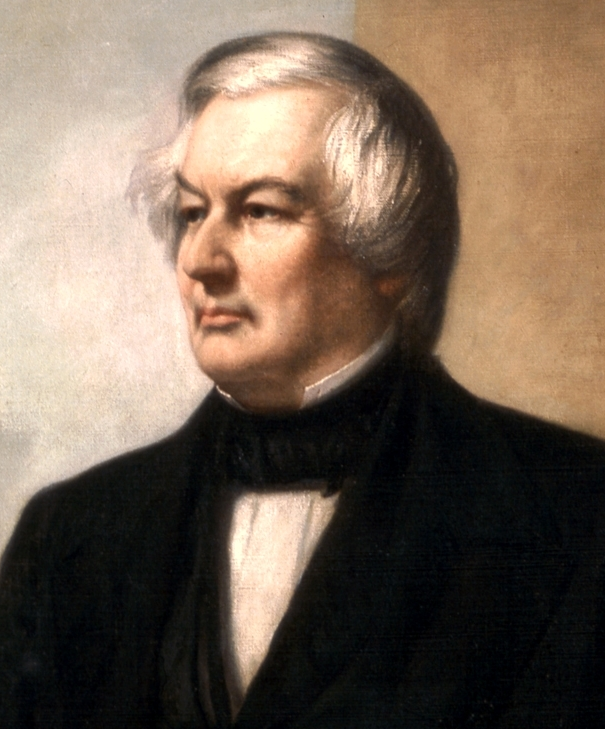
Millard Fillmore

Die American Party nominierte den früheren Whig-Präsidenten Millard Fillmore mit Andrew Jackson Donelson aus Tennessee als Kandidat für die Vizepräsidentschaft.

## Wahlkampf

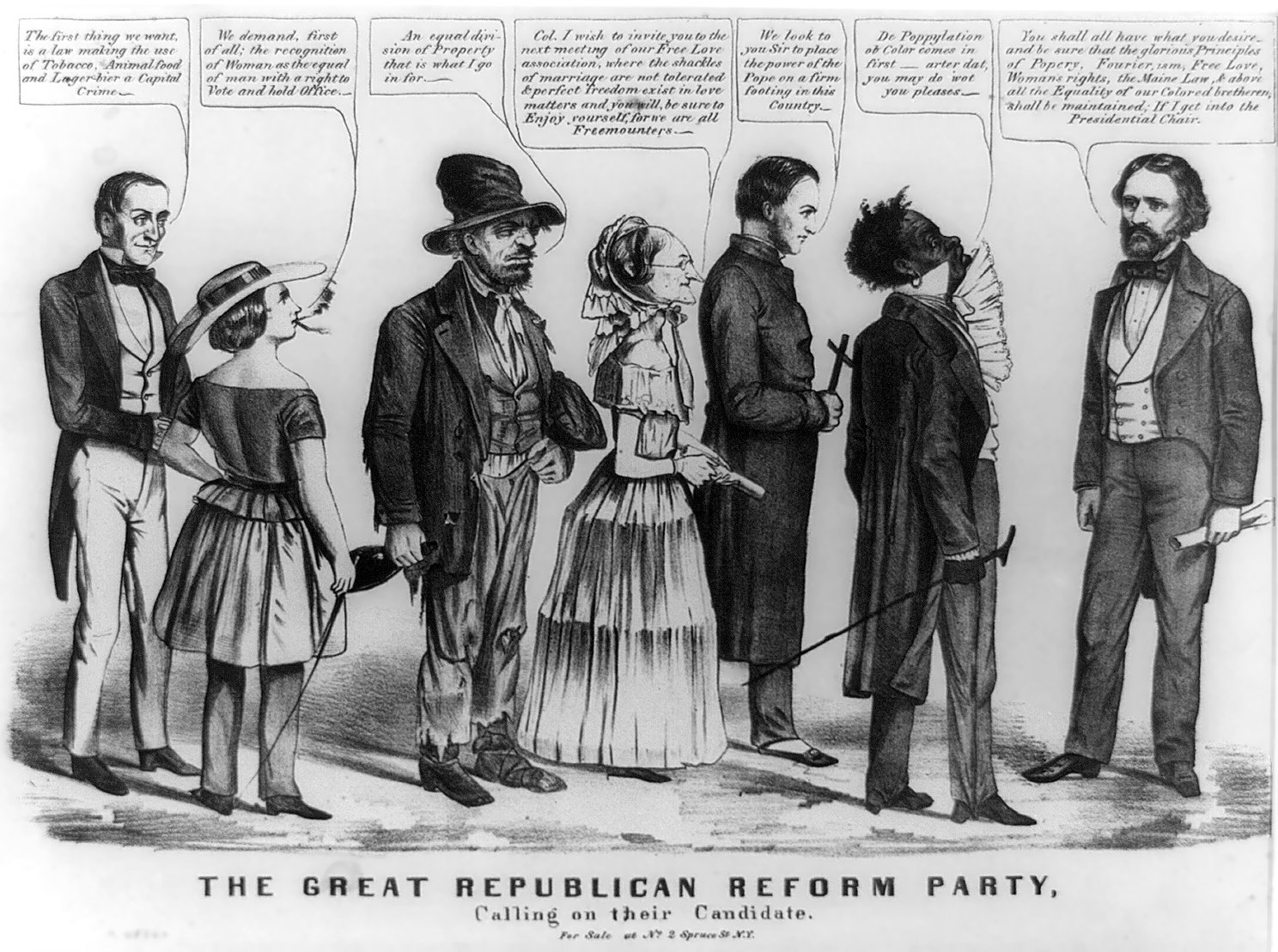
Die Große Republikanische Reformpartei erinnert ihren Kandidaten an ihre Forderungen
Anti-Republikanische Karikatur 1856

Der Wahlkampf der Republikaner richtete sich gegen die „Zerstörung republikanischer Werte“ durch die amtierende demokratische Regierung von Pierce durch Maßnahmen wie den Kansas-Nebraska Act, der neuen Staaten die Entscheidung über ihren Status als freier oder Sklavenstaat überließ, und gegen die angestrebte Annexion Kubas (siehe Ostende-Manifest).
Die Demokraten warnten, dass ein Wahlsieg der Republikaner zur Sezession einzelner Staaten und zum Bürgerkrieg führen werde. Dies bewahrheitete sich nach den nächsten Wahlen (siehe Sezessionskrieg).
Die Know-Nothing- oder American Party agitierte für die Bekämpfung der Einwanderung, insbesondere aus katholischen Ländern, sowie die Einführung strengerer Einbürgerungsgesetze. Sie zog daneben Südstaatler wie Nordstaatler an, die besorgt über die drohende Spaltung des Landes waren.

## Wahl
Fremont erhielt in den Südstaaten gerade 600 Stimmen, konnte aber im Nordosten und Norden die meisten Staaten gewinnen. Besonders umstritten zwischen Buchanan und Frémont waren Illinois, Indiana, Iowa, New Hampshire und Ohio. Fillmore konnte besonders viele Stimmen in den „Grenzstaaten“ zwischen Nord und Süd, darunter Kentucky, Maryland (das er gewann), Missouri und Tennessee, erringen, aber auch in Staaten wie Louisiana und Georgia ein Zeichen setzen. In dem bevölkerungsreichen Staat Pennsylvania sowie in Kalifornien, Illinois und New Jersey konnte Buchanan dank der Dreifachkandidatur mit einfacher Mehrheit gewinnen.
Buchanan gewann 174 Wahlmännerstimmen, 25 mehr als er benötigte, um eine Entscheidung durch das Repräsentantenhaus gemäß dem 12. Amendment zu verhindern. Entscheidend war sein Gewinn der Staaten Pennsylvania (27 Wahlmänner), Indiana (13) und Illinois (11). Im Ganzen war sein Sieg durchaus komfortabel, jedoch konnte Frémont das Potential der erst zwei Jahre alten Republikanischen Partei eindrucksvoll unterstreichen. Mit dem Ausscheiden der American Party bei den folgenden Wahlen 1860 und der Spaltung der Demokratischen Partei war der Weg für den Wahlsieg Abraham Lincolns geebnet.
Mit 79 % war die Wahlbeteiligung die bisher viertgrößte bei Präsidentschaftswahlen.

## Ergebnis
| Kandidat             | Partei | Partei       | Stimmen   | Stimmen  | Wahlmänner |
| Kandidat             | Partei | Partei       | Anzahl    | Prozent  | Wahlmänner |
| -------------------- | ------ | ------------ | --------- | -------- | ---------- |
| James Buchanan       |        | Demokraten   | 1.836.072 | 45,3 %   | 174        |
| John Charles Frémont |        | Republikaner | 1.342.345 | 33,1 %   | 114        |
| Millard Fillmore     |        | Know-Nothing | 873.053   | 21,5 %   | 8          |
| Gesamt               | Gesamt | Gesamt       | 4.054.647 | 99,9 % * | 296        |

* an 100 % fehlende Prozent: ungültige Stimmen / andere Kandidaten